# L30
L30 — 120 міліметрова нарізна танкова гармата яку використовують британська армія і Королівська армія Оману. Вона встановлена у башту ОБТ Challenger 2. Гармата є покращеною моделлю гармати Royal Ordnance L11 серії нарізних танкових гармат.
Є єдиною серед сучасних західних танків нарізною та роздільнозарядною танковою гарматою. З цієї причини боєприпаси L30 несумісні з унітарними боєприпасами гладкоствольної Rh-120. Нарізна гармата дозволяє використання бронебійно-фугасних боєприпасів (HESH).

## Challenger Armament
Проєкт Challenger Armament або CHARM створювався для розробки нового озброєння для танка Challenger II, а також для модернізації танка Challenger 1. Він містить три складові: гармату, яку розробив Королівський збройний завод, снаряда БОПС зі збідненого урану і метального заряду для нього.
Після скасування ранніх проєктів, експериментальна гармата EXP 32M1 була перейменована на XL30E3 і пішла у серію як гармата L30 у 1989.

## Конструкція

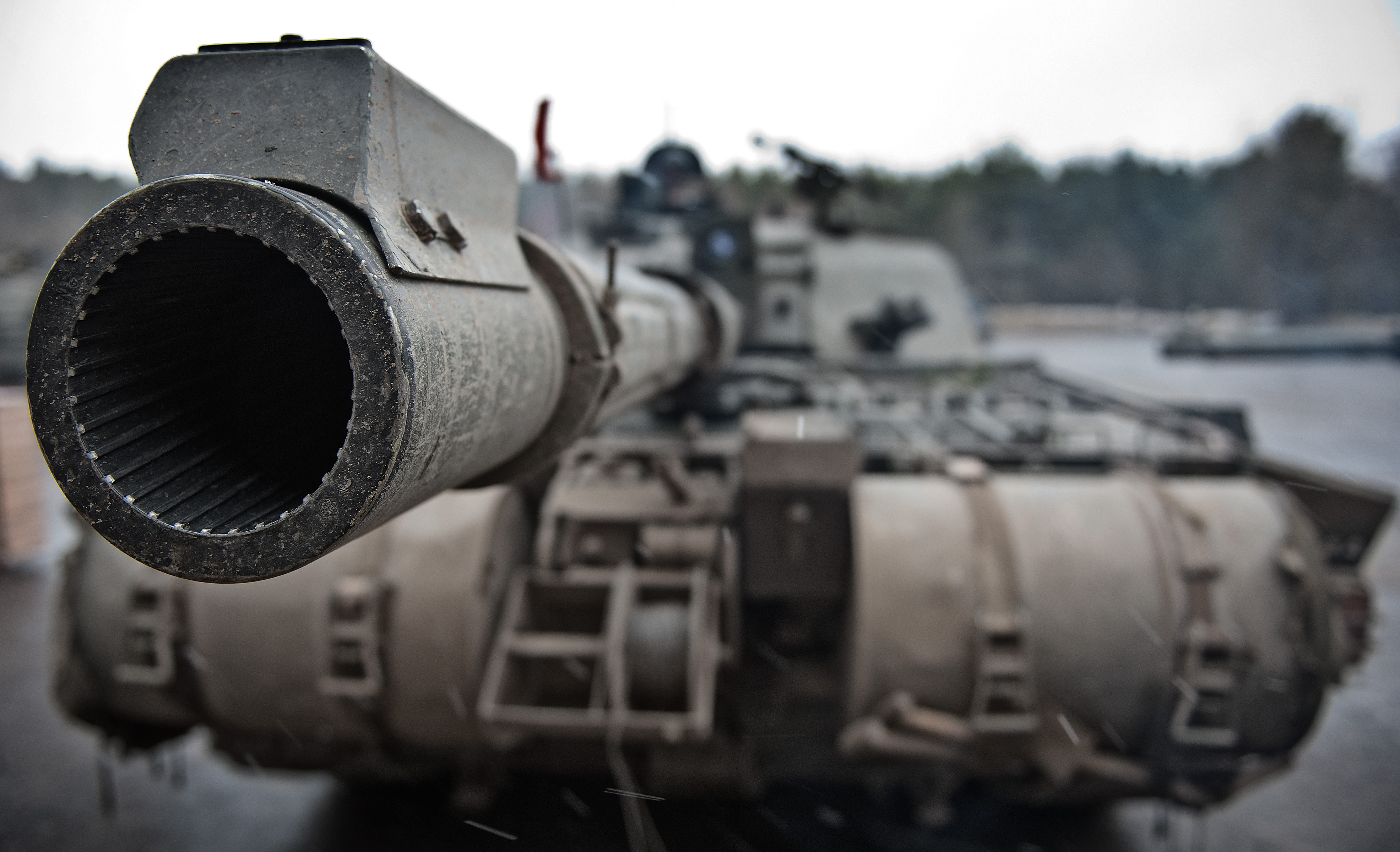
Дуло зблизька

Довжина ствола становить 55 калібрів (L55) і зроблена з електрошлакової переплавленої (ESR) сталі. Ствол і камора гальванізовані хромом, через, що тривалість життя ствола становить 1500 пострілів.
Затворний механізм вертикальний ковзний затвор. Один вертикальний відкидний блок містить обтюраторне кільце (необхідне через те, що метальні заряди знаходяться у гільзах, які згоряють) і замикається другим блоком для стрільби. Коли другий блок падає, перший вивільняється і його можна відкрити.

## Боєприпаси
Зазначено всю номенклатуру боєприпасів (які використовуються і які не використовуються):
- APFSDS L23. Снаряд має цільний вольфрамово-нікель-мідний бронебійний стрижень і горючу гільзу L8 з метальним зарядом, також він може використовувати модифікований метальний заряд L14. Дулова швидкість складає 1 534 метри за секунду (5 030 фут/с). Його використовували під час війни у Перській затоці, але зараз він списаний.
- APFSDS L26 (назва CHARM 1). Снаряд має бронебійний довгий стрижень зі збідненого урану і використовує гільзи L14A1 або L14A2.
- APFSDS L27A1 (назва CHARM 3). Снаряд має бронебійний стрижень зі збідненого урану, але з більшим співвідношенням довжина-діаметр і тому «більш ефективний». Снаряд має гільзу L16A1.
- CHARM 3 тренувальний снаряд (C3TR). Для тренування використовують лише снаряди зі стрижнями на основі вольфраму. Супротив використанню снарядів зі збідненого урану навіть у воєнний час призвело до подальшої розробки тренувального снаряда як снаряд L28.
- DS/T Prac L20A1 Дешевий тренувальний снаряд з підкаліберним бронебійним стрижнем зі сталі з носовою частиною з легкого сплаву. Він легший, але траєкторія польоту збігається з траєкторією L23 на відстані до 2 000 метрів (6 600 фут). Його використовують для збільшення терміну служби ствола.
- HESH L31 Використовується як основний фугасний снаряд, до того ж він має добрі бронебійні властивості і ефективний проти укріплень та будов. HESH L31 використовує картузний заряд L3. Дулова швидкість 670 метрів за секунду (2 200 фут/с).
- SH/Prac L32A6. Тренувальний снаряд, траєкторія якого збігається з траєкторією снаряда HESH L31. Зазвичай він порожній, але його можна спорядити вибухівкою (суміш сульфату кальцію і касторової олії) або вибухівкою з детонатором і матеріалом для спалаху.
- WP Димовий L34 Схожий за балістикою з HESH L31. Він схожий за формою, але має інший колір.[1]

## Оператори

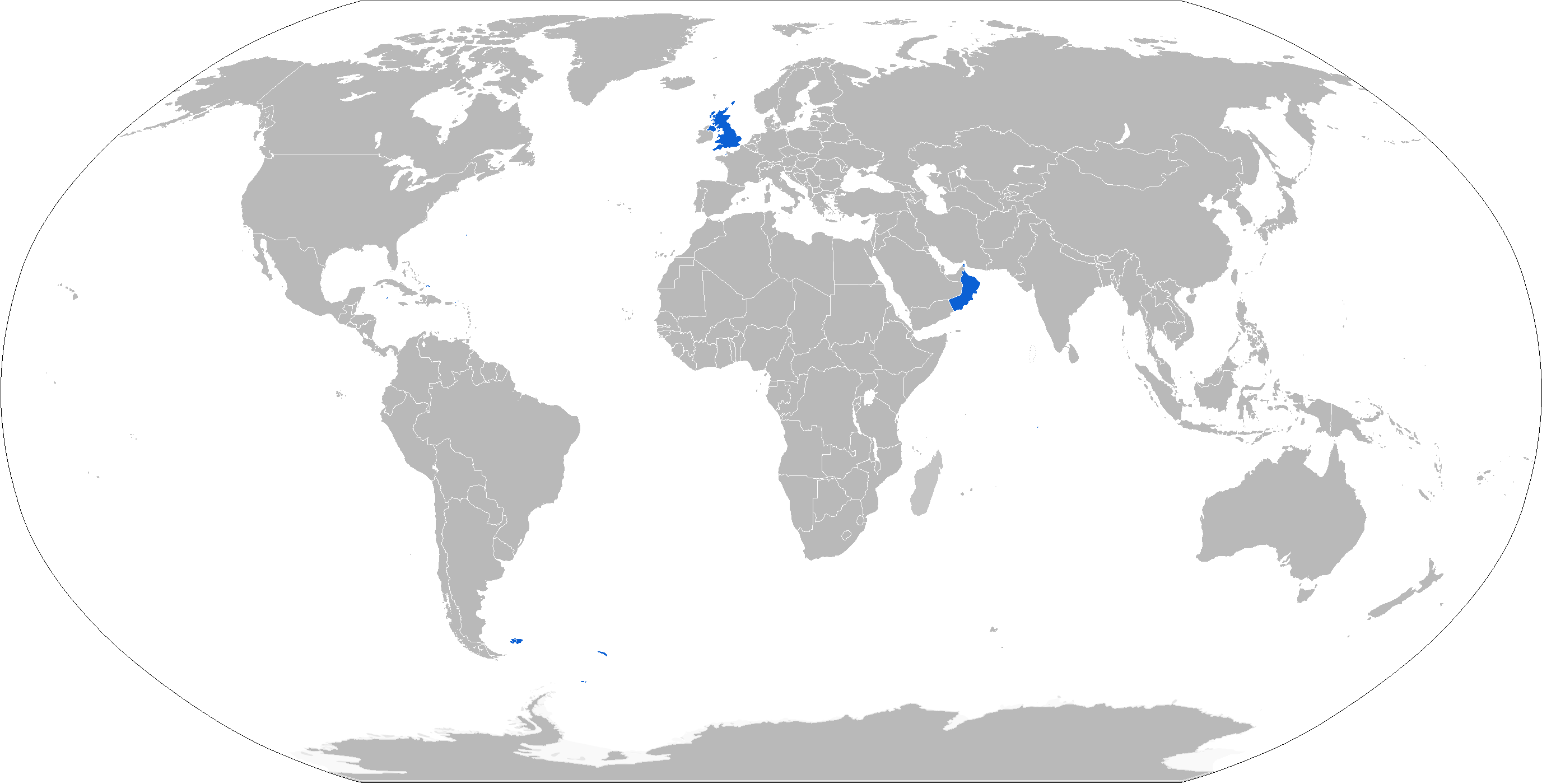
Мапа користувачів гармати L30

### Поточні оператори
- Велика Британія
- Оман

- Україна